# Riptide (televisieserie)
Riptide is een Amerikaanse detectiveserie over de twee oude legervrienden Cody Allen (Perry King) en Nick Ryder (Joe Penny), die samen besloten het Pier 56 Detective Agentschap (later bekend als het Riptide Detective Agentschap) in Los Angeles te beginnen. Ze realiseren zich dat computers en technologie een grote rol speelt bij veel onderzoeken, dus besluiten de jongens de hulp in te roepen van Murray "Boz" Bozinsky (Thom Bray), een briljante wetenschapper en computerkraker maar sociaal erg onbekwaam, die ze nog uit hun militaire diensttijd kenden.
Het team opereert vanuit Cody's boot, de Riptide, dat aangemeerd lag aan Pier 56 in King Harbor, Californië. De jongens hadden diverse wapens tot hun bezit om tegen het kwaad en onrecht te vechten. Hieronder was de robot van Murray (Roboz - deze kon, in tegenstelling tot de meeste televisierobots, niet praten), Nicks verouderde Sikorsky S-58T The Screaming Mimi (de gillende Mimi) en Cody's speedboot, de Ebbtide. (Nick had een rode Corvette en Cody had een "Woody" stationwagen.)
Inspecteur Quinlan (Jack Ging) was een lokale politieagent die Nick, Cody en Murray constant lastigviel. Inspecteur Parisi (June Chadwick), waarmee de jongens tijdens de laatste afleveringen contact hadden, verleende veel meer medewerking. Mama Jo (Anne Francis) was de chagrijnige kapitein van de Barefoot Contessa (een toeristenboot die geheel en al door vrouwen werd bemand). Max, een vrouwelijke kapitein, leidde de Contessa-bemanning tijdens het laatste deel van het tweede seizoen.

In de latere afleveringen werd het team geregeld bijgestaan door Dooley (Ken Olandt), een havenarbeider.
In de tweede tot de laatste episode (If You Can't Beat 'Em, Join 'Em), speelden Allen en Ryder deskundigen van een televisieserie, die veel weg had van en een parodie was op Moonlighting, een eerdere Riptide's primetime concurrentie op de dinsdagavond.
Riptide werd door Frank Lupo en Stephen J. Cannell bedacht en door Stephen J. Cannell Producties geproduceerd. De herkenningstune werd door Mike Post en Pete Carpenter geschreven.
Het eerste seizoen van Riptide kwam in september 2006 uit op dvd.

## Afleveringen

### Eerste seizoen
1. 1-01 en 1-02 – Riptide (2 uur) (3 januari 1984; proefuitzending)
2. 1-03 – Conflict of Interest (10 januari 1984)
3. 1-04 – Somebody’s Killing the Great Geeks of America (17 januari 1984)
4. 1-05 – Hatchet Job (31 januari 1984)
5. 1-06 – The Mean Green Love Machine (7 februari 1984)
6. 1-07 – Diamonds Are For Never (21 februari 1984)
7. 1-08 – The Hardcase (28 februari 1984)
8. 1-09 – Four-Eyes (6 maart 1984)
9. 1-10 – #1 With a Bullet (20 maart 1984)
10. 1-11 – Long Distance Daddy (27 maart 1984)
11. 1-12 – Double Your Pleasure (3 april 1984)
12. 1-13 – Raiders of the Lost Sub (15 mei 1984)
13. 1-14 – Something Fishy (22 mei 1984)

### Tweede seizoen
1. 2-01 – Where the Girls Are (2 oktober 1984)
2. 2-02 – The Orange Grove (16 oktober 1984)
3. 2-03 – Catch of the Day (23 oktober 1984)
4. 2-04 – Mirage (30 oktober 1984)
5. 2-05 – Beat the Box (13 november 1984)
6. 2-06 – Father’s Day (20 november 1984)
7. 2-07 – Be True To Your School (27 november 1984)
8. 2-08 – It’s a Vial Sort of Business (4 december 1984)
9. 2-09 – Peter Pan is Alive and Well (11 december 1984)
10. 2-10 – Catch a Fallen Star (18 december 1984)
11. 2-11 – Gams People Play (8 januari 1985)
12. 2-12 – Prisoner of War (15 januari 1985)
13. 2-13 – Baxter and Boz (22 januari 1985)
14. 2-14 – Curse of the Mary Aberdeen (29 januari 1985)
15. 2-15 – Boz Busters (5 februari 1985)
16. 2-16 – Oil Bets Are Off (12 februari 1985)
17. 2-17 – Girls Night Out (19 februari 1985)
18. 2-18 – Polly Want an Explanation (5 maart 1985)
19. 2-19 – The Twisted Cross (12 maart 1985)
20. 2-20 – Fuzzy Vision (19 maart 1985)
21. 2-21 – Arrivederci, Baby (7 mei 1985)
22. 2-22 – Harmony and Grits (14 mei 1985)

### Derde seizoen
1. 3-01 – Wipe Out (1 oktober 1985)
2. 3-02 – Thirty-Six Hours Till Dawn (22 oktober 1985)
3. 3-03 – Does Not Compute (29 oktober 1985)
4. 3-04 – The Bargain Department (5 november 1985)
5. 3-05 – Who Really Watches the Sunset? (12 november 1985)
6. 3-06 – Still Goin’ Steady (19 november 1985)
7. 3-07 – Robin and Marian (3 december 1985)
8. 3-08 – Requiem for Icarus (10 december 1985)
9. 3-09 – Home For Christmas (17 december 1985)
10. 3-10 – Lady Killer (7 januari 1986)
11. 3-11 – A Matter of Policy (14 januari 1986)
12. 3-12 – The Wedding Bell Blues (21 januari 1986)
13. 3-13 – The Frankie Kahana Show (11 februari 1986)
14. 3-14 en 3-15 – Smiles We Left Behind (2uur) (25 februari 1986)
15. 3-16 – The Pirate and the Princess (7 maart 1986)
16. 3-17 – Playing Hardball (14 maart 1986)
17. 3-18 – The Play’s The Thing (21 maart 1986)
18. 3-19 – Dead Men Don’t Floss (4 april 1986)
19. 3-20 – Chapel of Glass (11 april 1986)
20. 3-21 – If You Can’t Beat ‘Em, Join ‘Em (18 april 1986)
21. 3-22 – Echoes (22 april 1986)

## Dvd-uitgaven
Sony Pictures Home Entertainment bracht op 14 februari 2006 een complete box van 3 dvd's uit van het eerste seizoen, die enkel in Amerika verkrijgbaar was. VEI Entertainment kwam op 7 november 2006 met een exclusieve dvd van het eerste seizoen op de Canadese markt.

(NB: Hoewel Sony alle afleveringen van alle seizoenen op dvd uitbracht, ontbreken een groot aantal openingstrailers van elke aflevering.)